# Margijana
Margijana (perz. Marguš, grč. Μαργιανήs: „Margos“) je bila drevna satrapija (pokrajina) u doba perzijskog Ahemenidskog i Sasanidskog Carstva, a obuhvaća plodna područja oko pustinje Karakum u današnjem Turkmenistanu, Uzbekistanu i Afganistanu. Margijanu je sredinom 5. stoljeća pr. Kr. osvojio perzijski vladar Kir Veliki, koji je ratovao protiv nomadskih plemena Masagećana.
Nakon što je Perzijskim Carstvom ovladao Darije Veliki, brojne satrapije su se pobunile što uključuje i Margijanu koja je bila smještena između Partije, Arije, Baktrije i Sogdijane. Nakon što su glavne pobunjene satrapije poražene, ustanak u Margijani je 521. pr. Kr. ugušio baktrijski satrap Dadarši, nakon prelaska 300 km preko pustinje Karakum. Behistunski natpisi spominju kako je njegova pobjeda bila jednako važna kao i ona protiv Babilonije ili Medije.
Nakon više od dva stoljeća perzijske vladavine, Margijanu je osvojio Aleksandar Makedonski, a poslije njegove smrti pokrajina postaje dijelom Seleukidskog Carstva.
Godine 53. pr. Kr. Margijanu su naselili rimski zarobljenici koje je partski general Surena porazio u bitci kod Harana. Sudeći prema pisanjima povjesničara Strabona, zarobljeni Krasovi legionari živjeli su u prilično ugodnim uvjetima budući kako se radi o vrlo plodnoj pokrajini. Kasnije je postala dijelom perzijskog Sasanidskog Carstva.
U 2. stoljeću Margijana je igrala važnu ulogu u trgovini između istoka i zapada. Karavane su putovale iz Kine kroz Sogdijanu i Margijanu, odakle su nastavljale put prema Partskom Carstvu i Mediteranu. Ova trgovačka ruta poznata je pod nazivom „Put svile“. Budući kako se nalazila na važnom prometnom raskrižju, Margijana je postala vrlo bogata pokrajina koja je kovala i vlastiti novac. Također, bila je i važni kulturni centar gdje su u slozi živjeli zoroastristi, budisti, židovi i (od 5. stoljeća) kršćani. Misionari su se preselili iz Ktezifonta u Margijanu odakle su putovali u Marakandu i Kinu. Budući kako je bila poznata po plodnosti, Margijana se u Avesti spominje kao zemlja koju je osobno stvorilo božanstvo Ahura Mazda, dok se u hinduističkoj, perzijskog i arapskoj tradiciji naziva „rajem“.

## Vanjske poveznice
- Margijana (Livius.org, Jona Lendering)  Arhivirana inačica izvorne stranice od 20. prosinca 2008. (Wayback Machine)
- Margijana (enciklopedija Britannica)
- Satelitska snimka Margijane (Google Maps)